# Lijst van voetbalinterlands Rwanda - Tanzania
Deze lijst van voetbalinterlands is een overzicht van alle officiële voetbalwedstrijden tussen de nationale teams van Rwanda en Tanzania. De landen hebben tot op heden achttien keer tegen elkaar gespeeld. De eerste ontmoeting, een vriendschappelijke wedstrijd, vond plaats op 6 juli 1998 in Kigali. Het laatste duel, eveneens een vriendschappelijke wedstrijd, werd gespeeld in de Rwandese hoofdstad op 14 oktober 2019.

## Wedstrijden
| №  | Plaats        | Datum            | Competitie                                        | Wedstrijd         | Uitslag |
| -- | ------------- | ---------------- | ------------------------------------------------- | ----------------- | ------- |
| 1  | Kigali        | 6 juli 1998      | Vriendschappelijk                                 | Rwanda − Tanzania | 2 − 2   |
| 2  | Kigali        | 28 juli 1999     | CECAFA Cup 1999                                   | Rwanda − Tanzania | 0 − 0   |
| 3  | Arusha        | 11 december 2002 | CECAFA Cup 2002                                   | Tanzania − Rwanda | 3 − 0   |
| 4  | Addis Abeba   | 19 december 2004 | CECAFA Cup 2004                                   | Tanzania − Rwanda | 1 − 5   |
| 5  | Kigali        | 6 december 2005  | CECAFA Cup 2005                                   | Rwanda − Tanzania | 3 − 1   |
| 6  | Dar es Salaam | 30 juli 2006     | Vriendschappelijk                                 | Tanzania −Rwanda  | 1 − 0   |
| 7  | Addis Abeba   | 5 december 2006  | CECAFA Cup 2006                                   | Tanzania − Rwanda | 1 − 2   |
| 8  | Kampala       | 7 januari 2009   | CECAFA Cup 2008                                   | Rwanda − Tanzania | 0 − 2   |
| 9  | Kigali        | 12 augustus 2009 | Vriendschappelijk                                 | Rwanda − Tanzania | 1 − 2   |
| 10 | Nairobi       | 10 december 2009 | CECAFA Cup 2009                                   | Rwanda − Tanzania | 2 − 1   |
| 11 | Dar es Salaam | 8 december 2010  | CECAFA Cup 2010                                   | Tanzania − Rwanda | 1 − 0   |
| 12 | Dar es Salaam | 26 november 2011 | CECAFA Cup 2011                                   | Tanzania − Rwanda | 0 − 1   |
| 13 | Kampala       | 3 december 2012  | CECAFA Cup 2012                                   | Rwanda − Tanzania | 0 − 2   |
| 14 | Kigali        | 7 juni 2015      | Vriendschappelijk                                 | Rwanda − Tanzania | 2 − 0   |
| 15 | Mwanza        | 15 juli 2017     | African Championship of Nations 2018 kwalificatie | Tanzania − Rwanda | 1 − 1   |
| 16 | Kigali        | 22 juli 2017     | African Championship of Nations 2018 kwalificatie | Rwanda − Tanzania | 0 − 0   |
| 17 | Machakos      | 9 december 2017  | CECAFA Cup 2017                                   | Rwanda − Tanzania | 2 − 1   |
| 18 | Kigali        | 14 oktober 2019  | Vriendschappelijk                                 | Rwanda − Tanzania | 0 − 0   |

## Samenvatting
| Competitie                                   | Totaal gespeeld | Winst Rwanda | Gelijk | Winst Tanzania | Doelsaldo Rwanda – Tanzania |
| -------------------------------------------- | --------------- | ------------ | ------ | -------------- | --------------------------- |
| African Championship of Nations-kwalificatie | 2               | 0            | 2      | 0              | 1 − 1                       |
| CECAFA Cup                                   | 11              | 6            | 1      | 4              | 15 − 13                     |
| Vriendschappelijk                            | 5               | 1            | 2      | 2              | 5 − 5                       |
| Totaal                                       | 18              | 7            | 5      | 6              | 21 − 19                     |

FERWAFA · Rwandees vrouwenelftal
1976 – 1989 · 
1990 – 1999 · 
2000 – 2009 · 
2010 – 2019 ·
2020 − 2029
Algerije ·
Angola ·
Benin ·
Botswana ·
Burundi ·
Centraal-Afrikaanse Republiek ·
Congo-Brazzaville ·
Congo-Kinshasa ·
Djibouti ·
Egypte ·
Equatoriaal-Guinea ·
Eritrea ·
Ethiopië ·
Gabon ·
Ghana ·
Guinee ·
Ivoorkust ·
Kaapverdië ·
Kameroen ·
Kenia ·
Lesotho ·
Liberia ·
Libië ·
Madagaskar ·
Malawi ·
Mali ·
Marokko ·
Mauritanië ·
Mauritius ·
Mozambique ·
Namibië ·
Nigeria ·
Oeganda ·
Senegal ·
Seychellen ·
Soedan ·
Somalië ·
Tanzania ·
Togo ·
Tunesië ·
Zambia ·
Zimbabwe ·
Zuid-Afrika ·
Zuid-Soedan
FAT · A-internationals · Olympische elftal · Vrouwenelftal
Algerije ·
Angola ·
Benin ·
Botswana ·
Brazilië ·
Bulgarije ·
Burkina Faso ·
Burundi ·
Centraal-Afrikaanse Republiek ·
China ·
Congo-Brazzaville ·
Congo-Kinshasa ·
Djibouti ·
Egypte ·
Equatoriaal-Guinea ·
Eritrea ·
Ethiopië ·
Gabon ·
Gambia ·
Ghana ·
Guinee ·
Indonesië ·
Ivoorkust ·
Jemen ·
Kaapverdië ·
Kameroen ·
Kenia ·
Lesotho ·
Liberia ·
Libië ·
Madagaskar ·
Malawi ·
Marokko ·
Mauritanië ·
Mauritius ·
Mongolië ·
Mozambique ·
Namibië ·
Nieuw-Zeeland ·
Niger ·
Nigeria ·
Oeganda ·
Palestina ·
Rwanda ·
Saoedi-Arabië ·
Senegal ·
Seychellen ·
Soedan ·
Somalië ·
Swaziland ·
Togo ·
Tsjaad ·
Tunesië ·
Zambia ·
Zimbabwe ·
Zuid-Afrika